# Sello cilíndrico

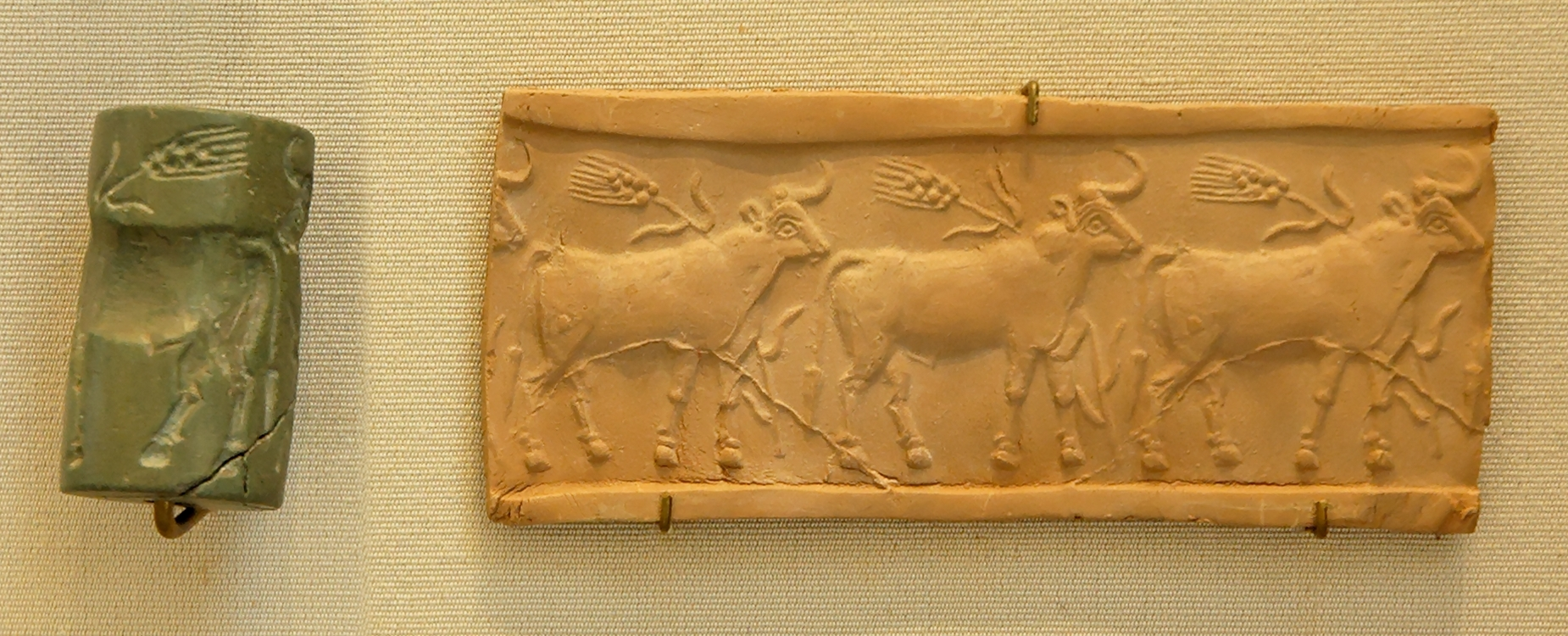
Sello cilíndrico e impresión: grupo de ganado en un campo de trigo. Caliza, Mesopotamia, período de Uruk. El sello cilíndrico estaba formado por una piedra u otro objeto de material duro de forma cilíndrica en el cual se tallaban motivos decorativos. Este sello podía hacerse rodar sobre ladrillos de arcilla aún blandos, grabando así sus motivos en ellos. Museo del Louvre, departamento de antigüedades orientales.

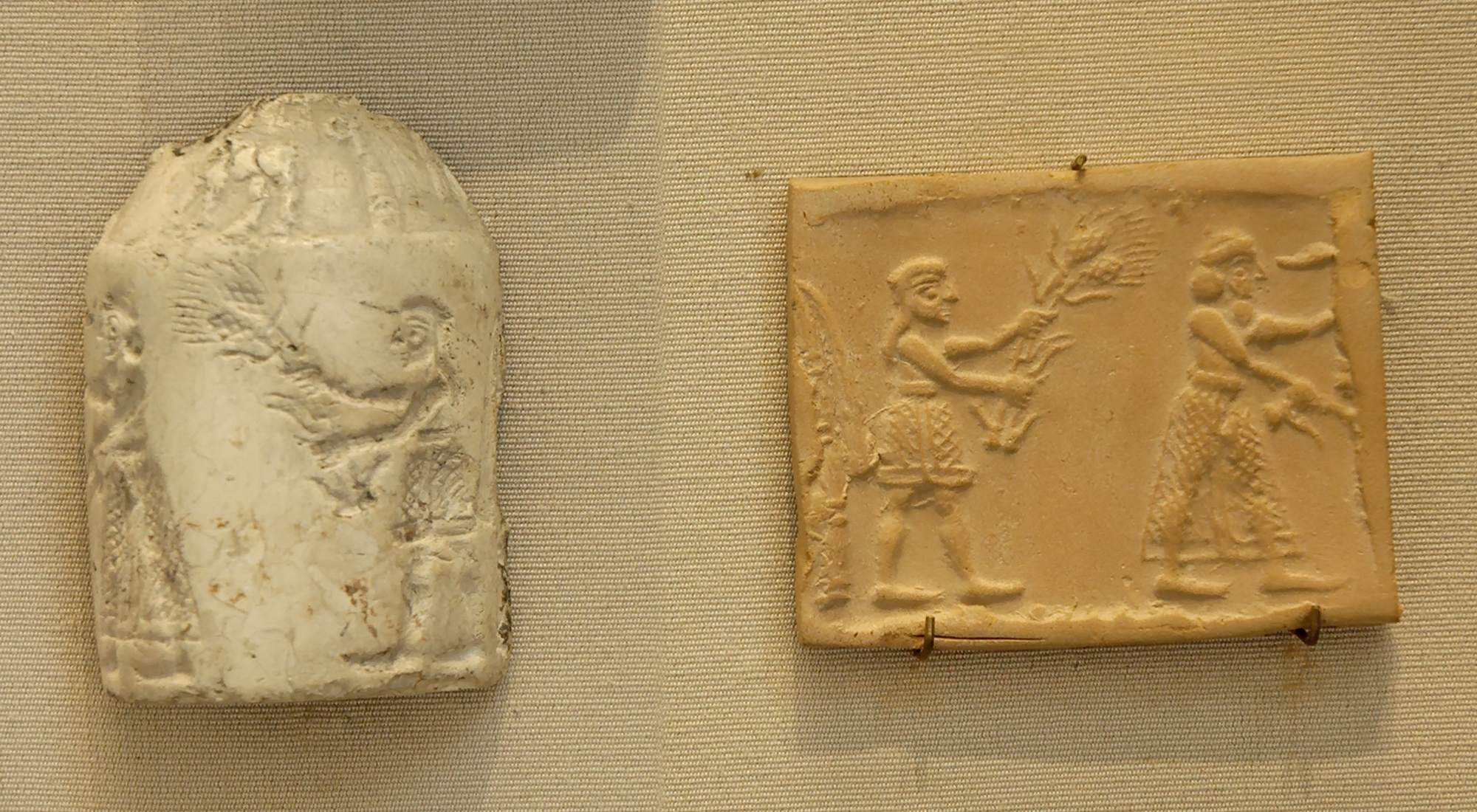
Sello cilíndrico del periodo Uruk y su impresión, c. 3100 a. C. Museo del Louvre.

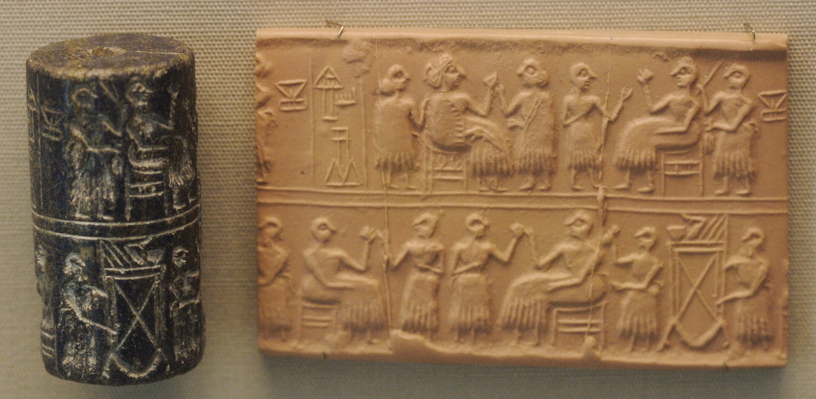
Sello cilíndrico de la reina Puabi de la primera dinastía de Ur, hallado en su tumba, datado alrededor de 2600 a. C., con impresión moderna.

En el Oriente Próximo y Medio (antiguo), un sello cilíndrico era un cilindro grabado con motivos que representaban a los dioses o contenían los símbolos del poder. Servían, casi siempre, para imprimir estos motivos sobre la arcilla, pero se encuentran también en las tumbas reales. Aparecieron a partir del Período Uruk (4100-3300 a. C.). Versiones más tardías emplearán notaciones en escritura cuneiforme. 
El sello estaba hecho de piedra, vidrio u otros materiales, como la hematita, obsidiana, esteatita, amatista y cornalina fueron usados para hacer sellos cilíndricos, pero el lapislázuli fue muy popular debido a la belleza de esta piedra de color azul. Tumbas y otros sitios que albergaban objetos de valor como oro, plata, abalorios y piedras preciosas incluían, a menudo, uno o dos sellos cilíndricos.

## Aspecto
Un sello cilíndrico es un pequeño cilindro en el cual se graban motivos, con un escueto texto que identificaba a su poseedor (“X, hijo de Y, servidor de tal dios”) en los períodos posteriores a la invención de la escritura. Estaba pensado para ser grabado en la arcilla. La superficie impresa reproducía un friso, que se podía extender hasta el infinito, y era más grande que un sello normal. Esto aumentaba, por tanto, el potencial narrativo y decorativo del sello. Para su transporte, el sello cilíndrico, era taladrado en sentido vertical, de manera que podía pasarse por el una cadena o cordón para colgárselo del cuello.

## Origen y difusión
El sello cilíndrico aparece, por primera vez, en el período Uruk medio, a la mitad, aproximadamente, del IV milenio a. C. El ejemplo más antiguo de su utilización se encontró en Sharafabad, al suroeste de Irán. Pero donde se encontraron más ejemplares fue en Uruk y en Susa. Se utilizó, en principio, para sellar puertas, tinajas y bolas de arcilla con contabilidad, no se utilizó, de forma masiva, sobre tablillas de arcilla hasta la Tercera dinastía de Uruk. El sello cilíndrico se expande por todo el espacio de difusión de la escritura cuneiforme desde Mesopotamia, Elam y otras partes de Irán, a los Hititas, Hurritas, Urartu, Egipto durante el Imperio Nuevo al tratar con esos pueblos e incluso hasta territorios del Asia Central. Su utilización perduró hasta la definitiva desaparición de la escritura cuneiforme y de su soporte, las tablillas de arcilla, al principio de nuestra era.

## Imaginería
El sello cilíndrico tenía una función estética y narrativa. Los temas que se grababan representaban la manera de pensar de su autor, especialmente en lo concerniente a la religión, por lo que fueron evolucionando en relación con el lugar y al período.
Los sellos cilíndricos del período Uruk, tienen la particularidad de representar, además de los temas religiosos, otros referentes a la sociedad, la economía, las escenas de la vida cotidiana, etc. Durante las dinastías arcaicas (c. 2900-2340 a. C.), se grababan, sobre todo, temas religiosos: escenas mitológicas, combates divinos y heroicos, escenas litúrgicas. Al término de este período, empezaron a representarse, de manera evidente, las divinidades. Durante el período de Acad (c. 2340-2200 a. C.), se encuentran, sobre todo, temas mitológicos. Durante la tercera dinastía de Ur (2112-2004 a. C.), se representa la figura real (los reyes eran, por entonces, considerados divinidades encarnadas). La iconografía paleobabilónica (2004-1595 a. C.) representa, especialmente, divinidades y genios protectores, mientras que en el período siguiente (c. 1595-1100 a. C.), se encuentran numerosos motivos naturalistas. Durante la época neoasiria (911-609 a. C.) los temas predilectos eran las representaciones de las divinidades, combates mitológicos o combates de los soberanos. En el período aqueménida (c. 550-323 a. C.), las representaciones grabadas servían, también, para glorificar a la figura real.

## Función

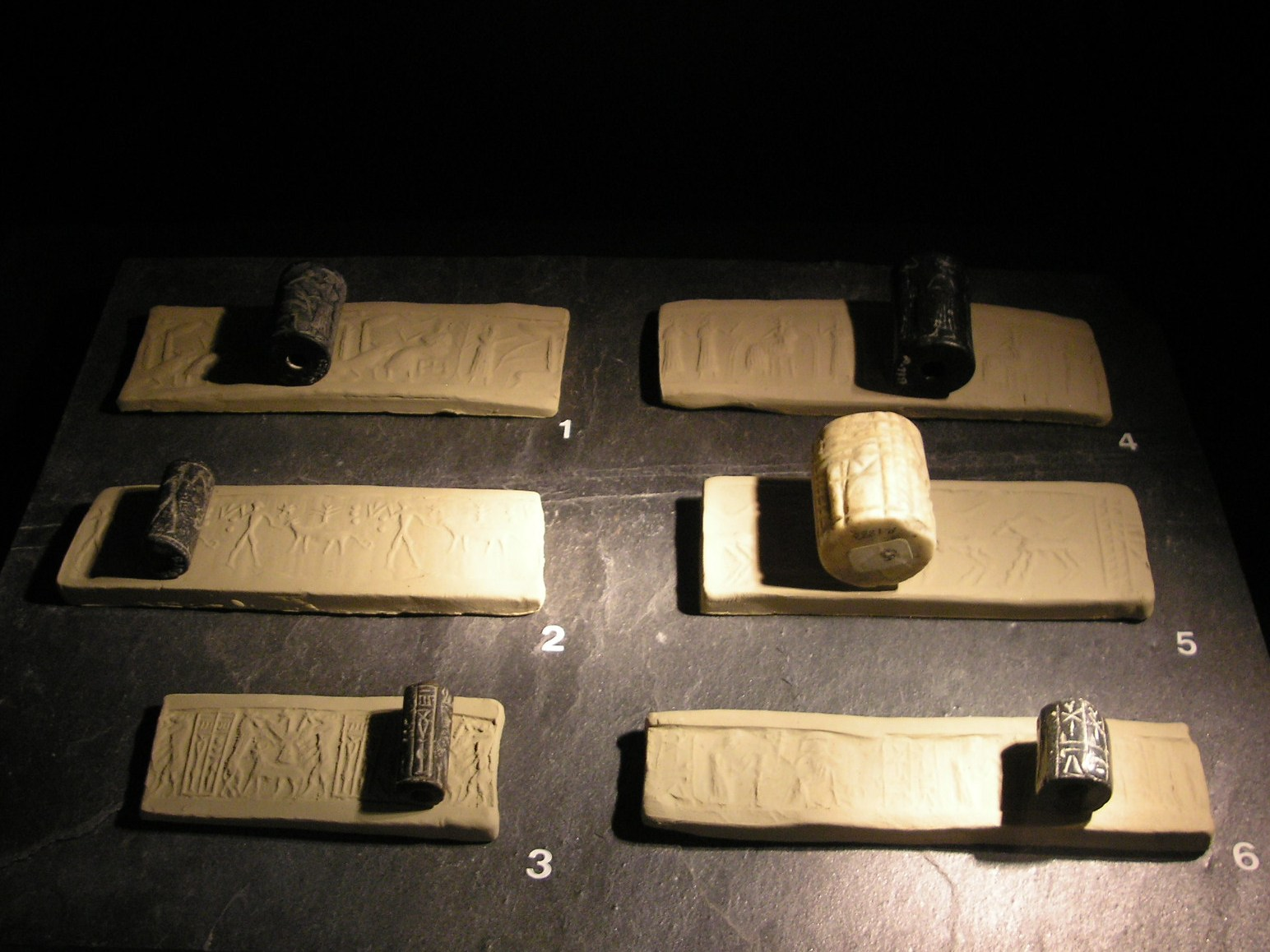
Comparación de tamaños de sellos, con sus tiras de impresión (impresiones modernas/actuales)

Tal y como su nombre indica, un sello cilíndrico es, ante todo, un sello y su función es la de identificar a su poseedor. Es, por tanto, un objeto personal. El grabado del sello puede modificarse, lógicamente, a lo largo de la vida  y lo largo de los años en la vida antigua en mesopotamia del poseedor, especialmente cuando uno evoluciona profesionalmente o utiliza los sellos de sus antepasados que sirven para representar a la familia a la que se pertenece, como sucede, por ejemplo, en el caso de las familias reales en las que se utilizan los sellos de sus antepasados dinásticos.
No obstante, el sello cilíndrico parece haber servido, sobre todo, para determinadas funciones administrativas. Servía para sellar las tinajas cuya boca se cubría con arcilla y se le aplicaba el sello, para sellar las puertas una vez cerradas por medio de una cuerda enganchada a una pared y atada alrededor del pomo, se cubría con una capa de arcilla sobre la cual se imprimía el sello. Asimismo servía para sellar las bolas de arcilla que, en su interior, contenían las fichas en las que se detallaban las mercancías cambiadas en el curso de las transacciones comerciales. Los sellos cilíndricos fueron utilizados para autentificar las tablillas de los documentos oficiales, jurídicos, comerciales, etc. a partir de la Tercera dinastía  de Ur. Cumplían la misma función que hoy cumple una firma: autenticar un documento administrativo, la legalidad de un contrato, la presencia de un testimonio, etc.
El sello cilíndrico tenía, también, un aspecto mágico, y puede funcionar como amuleto, lo que explica, a su vez, la representación común de divinidades o genios protectores.